# 이은관
이은관(李殷官, 1917년 11월 27일 ~ 2014년 3월 12일)은 대한민국의 국악인이다.

## 생애
강원도 이천에서 출생하였으며 지난날 한때 강원도 평강에서 잠시 유아기를 보낸 적이 있는 그는 그 후 강원도 철원에서 성장하였다. 이인수 명창에게서 서도민요과 배뱅이굿을 배웠다. 무형문화재 서도소리 기능보유자이기도 하다. 그는 색소폰 연주에도 특기가 있었는데 한때 한국 전통 음악과 서양 고전 음악의 접목을 시도하기도 하였으며 1957년 영화 《배뱅이굿》의 주연으로 영화배우 데뷔하는 등 국악을 다룬 영화에 출연하기도 하였다. 2014년도에 향년 98세를 일기로 서거하였다.

## 소속
- 前 한국국악협회 고문

## 매스컴에서의 회고
2002년 4월에 어느 매스컴에서 배뱅이굿에 대하여 해설하며 1960년대 시절에 희극인 남보원과 희극인 백남봉이 배뱅이굿을 포기한 것이 못내 아쉬웠다고 회고하였다.

## 같이 보기
- 오복녀